# Hans Pothorst
Hans Pothorst (ca. 1440 – ca.1489) var en tyskfødt opdagelsesrejsende, kaper og søofficer, der var i dansk tjeneste. Han voksede formodentlig op i byen Hildesheim syd for Hannover. I 1471 ved vi, at han som kaper var indblandet i Hansestædernes krig mod Frankrig og England. På det tidspunkt var han borger i Hamborg, hvor han også havde en fremtrædende plads i handlen med Flandern.
Da Hansestæderne sluttede fred med Frankrig og England, ragede Pothorst uklar med bystyret i Hamborg. Pothorst havde fortsat sin kapervirksomhed, og han havde taget bytte med til Danmark. Her bød kong Christian 1. og dronning Dorothea ham velkommen.
Pothorst trådte i dansk tjeneste som kaptajn og søfarende. I 1472 blev Pothorst, sammen med Didrik Pinning og portugiseren Cortereal, udsendt på en opdagelsesrejse i Nordatlanten på foranledning af kong Christian. Under denne ekspedition nåede han muligvis Newfoundland og "opdagede" i så fald Amerika 20 år før Christoffer Columbus. Han genfandt også Grønland.
Efter turen til Grønland tjente Pothorst muligvis grev Jacob af Oldenburg sammen med Pinning. Greven var nevø til nye danske konge, Hans, og Jacob havde brug for hjælp, da han var blevet landsforvist og havde fået konfiskeret sine besiddelser af biskoppen i Osnabrück, der handlede på opfordring af bystyrerne i Hamborg og Lübeck. Pothorst og Pining var upopulære blandt flere af de vesteuropæiske sømagter, men de var skattede af kong Hans, der i 1486 havde dem med på en officiel rejse til Norge.
Hans Pothorst døde omkring år 1489. Han må have haft en anseelig formue og en hvis forbindelse til Helsingør. Hans våbenskjold er malet i Sankt Mariæ-kirkens søndre sideskib på en hvælving. Ved siden af, siddende i en blomst, ses Pothorst selv. Det tyder på, at han har doneret en sum penge til opførelsen af bygningen, der blev opført kort efter hans død.
Pothorst eftermæle er farvet af senere krønnikeskrivere som især Poul Helgesen (1484 - ca. 1534), der i sin Skibbykrønnike beskrev Pothorst og Pinning som ondsindede pirater. Også den svenske biskop Olaus Magnus (1490 - 1557) bidrog til Pothorsts ry som lovløs. Pothorst var en kontroversiel skikkelse, der forsøgte at drage økonomisk fordel af datidens konflikter. Samtidig havde han de danske kongers tillid. Meget tyder således på, at både Pothorst og Pinning var deltagere i deres samtids almindelige politiske og økonomiske magtspil, og at deres forbryderiske rygte er overdrevet.